# Bukovica, Ivanjica
Bukovica (izvirno srbsko Буковица) je naselje v Srbiji, ki upravno spada pod Občino Ivanjica; slednja pa je del Moraviškega upravnega okraja.

## Demografija
V naselju, katerega izvirno (srbsko-cirilično) ime je Буковица, živi 1337 polnoletnih prebivalcev, pri čemer je njihova povprečna starost 36,9 let (36,2 pri moških in 37,6 pri ženskah). Naselje ima 508 gospodinjstev, pri čemer je povprečno število članov na gospodinjstvo 3,32.
To naselje je, glede na rezultate popisa iz leta 2002, večinoma srbsko, a v času zadnjih 3 popisov je opazen porast števila prebivalcev.
|  |

| Demografija | Demografija     | Demografija     |
| Leto        | Št. prebivalcev | Št. prebivalcev |
| ----------- | --------------- | --------------- |
|             |                 |                 |
|             |                 |                 |
|             |                 |                 |
|             |                 |                 |
| 1948        | 756             |                 |
| 1953        | 836             |                 |
| 1961        | 875             |                 |
| 1971        | 1013            |                 |
| 1981        | 1334            |                 |
| 1991        | 1621            | 1617            |
| 2002        | 1727            | 1686            |
|             |                 |                 |

| Etnična sestava po popisu iz leta 2002 | Etnična sestava po popisu iz leta 2002 | Etnična sestava po popisu iz leta 2002 | Etnična sestava po popisu iz leta 2002 | Etnična sestava po popisu iz leta 2002 |
| -------------------------------------- | -------------------------------------- | -------------------------------------- | -------------------------------------- | -------------------------------------- |
| Srbi                                   | Srbi                                   |                                        | 1.670                                  | 99,05%                                 |
| Romi                                   | Romi                                   |                                        | 6                                      | 0,35%                                  |
| Črnogorci                              | Črnogorci                              |                                        | 5                                      | 0,29%                                  |
| Jugoslovani                            | Jugoslovani                            |                                        | 2                                      | 0,11%                                  |
| Hrvati                                 | Hrvati                                 |                                        | 1                                      | 0,05%                                  |
| Makedonci                              | Makedonci                              |                                        | 1                                      | 0,05%                                  |
| Neznano                                | Neznano                                |                                        | 1                                      | 0,05%                                  |